# Бухаралос
Бухаралос (ісп. Bujaraloz) — муніципалітет в Іспанії, у складі автономної спільноти Арагон, у провінції Сарагоса. Населення — 1055 осіб (2010).
Муніципалітет розташований на відстані близько 320 км на північний схід від Мадрида, 65 км на схід від Сарагоси.

## Демографія
Динаміка населення (INE ):